# 海地裔墨西哥人
海地人，是生活在墨西哥的小移民族群，在2017年人口有大約5000人。

## 歷史
海地人最早出現於墨西哥是在1970年代，他們為逃避總統弗朗索瓦·杜瓦利埃獨裁統治和國內混亂前往墨西哥，生活在墨西哥城和其他大城市。
2010年海地地震後，2010年1月12日至4月下旬，324名海地人通過一艘墨西哥海軍艦艇遷往墨西哥。據國家移民研究所稱，每個海地人都將獲得“人道主義簽證”，允許他們在墨西工作和學習，使用公共服務，以及往返墨西哥。海地人主要定居在墨西哥城、帕丘卡和蒙特雷。大多數在地震後離開的海地人都有親戚住在墨西哥(另一部分是意圖由墨西哥迀迴進入美國)。 
很多海地人為進入美國也居住在靠近美國的美墨邊境，2016年9月美國中止了海地移民作為難民的入境申請，許多被困的海地人不情願的留在邊境等待，在2021年9月他們大舉進入德克薩斯州，後被美國政府直接遣送海地。